# Бастан (Іспанія)
Бастан (баск. Baztan (офіційна назва), ісп. Baztán) — муніципалітет в Іспанії, у складі автономної спільноти Наварра. Населення — 8127 осіб (2009).
Муніципалітет розташований на відстані близько 360 км на північний схід від Мадрида, 44 км на північ від Памплони.
На території муніципалітету розташовані такі населені пункти: (дані про населення за 2009 рік)
- Альмандос: 210 осіб
- Аніс: 69 осіб
- Берроета: 120 осіб
- Ельбете: 271 особа
- Іруріта: 854 особи
- Амаюр/Мая: 282 особи
- Айнціальде: 58 осіб
- Аріскун: 399 осіб
- Босате: 90 осіб
- Ордокі: 58 осіб
- Перталац: 24 особи
- Аррайос: 176 осіб
- Мардеа: 61 особа
- Апайоа: 30 осіб
- Аррібільтоа: 23 особи
- Аспількуета: 64 особи
- Уррасун: 22 особи
- Суастой: 41 особа
- Анцанборда: 62 особи
- Беарцун: 61 особа
- Берро: 58 осіб
- Елісондо: 3339 осіб
- Ечайде: 20 осіб
- Кінто-Реаль: 23 особи
- Еррацу: 405 осіб
- Горостаполо: 45 осіб
- Іньярбіль: 50 осіб
- Айцано: 34 особи
- Арістегі: 47 осіб
- Ечеррі: 52 особи
- Гарцайн: 84 особи
- Аростегія: 16 осіб
- Лекарос: 242 особи
- Оарріс: 49 осіб
- Уарте: 31 особа
- Мугайрі: 195 осіб
- Оронос: 225 осіб
- Сосая: 40 осіб
- Сіга: 148 осіб
- Сігаурре: 49 осіб

## Демографія
Динаміка населення (INE ):

## Галерея зображень

Розташування муніципалітету
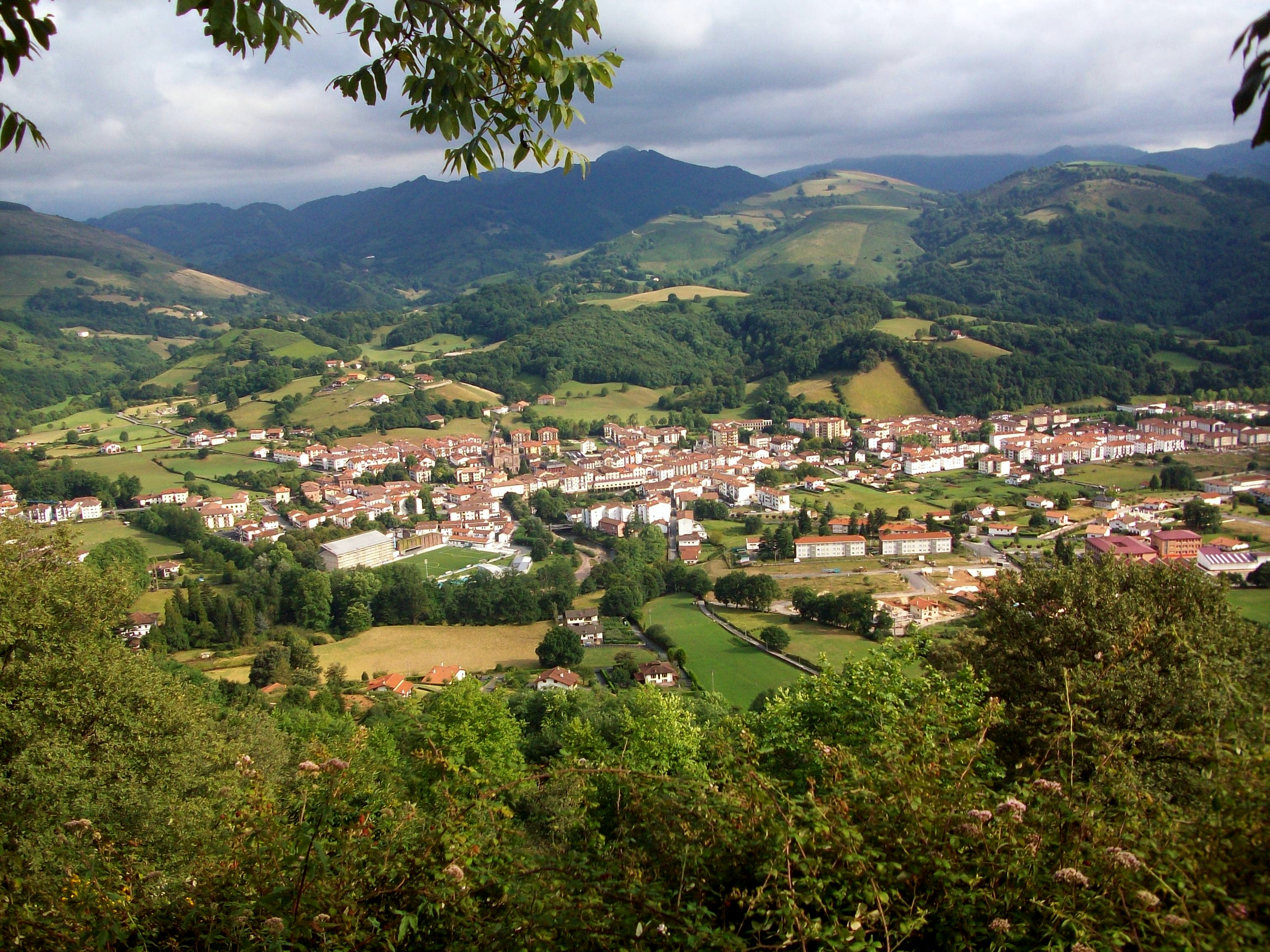
Елісондо
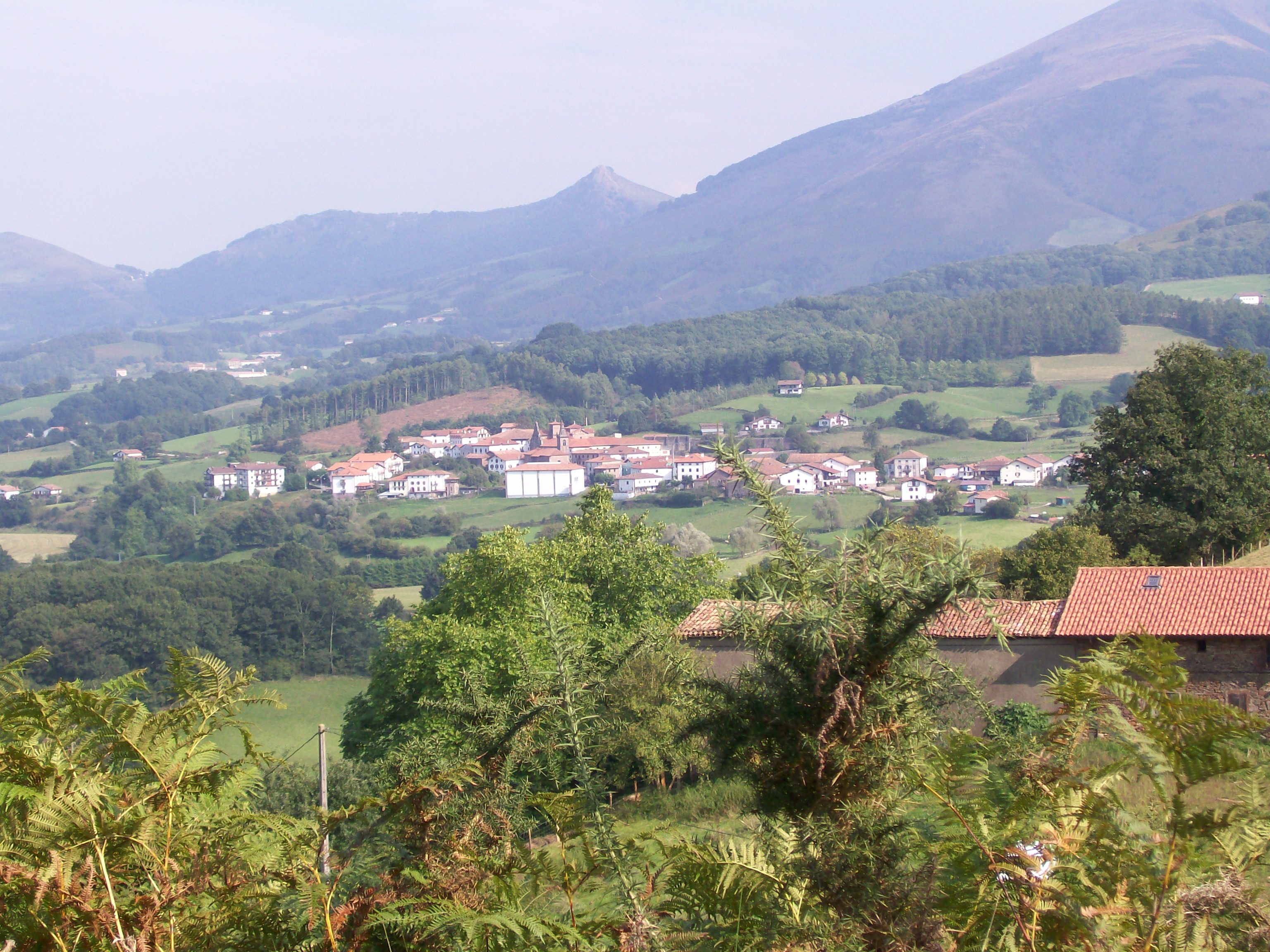
Аріскун
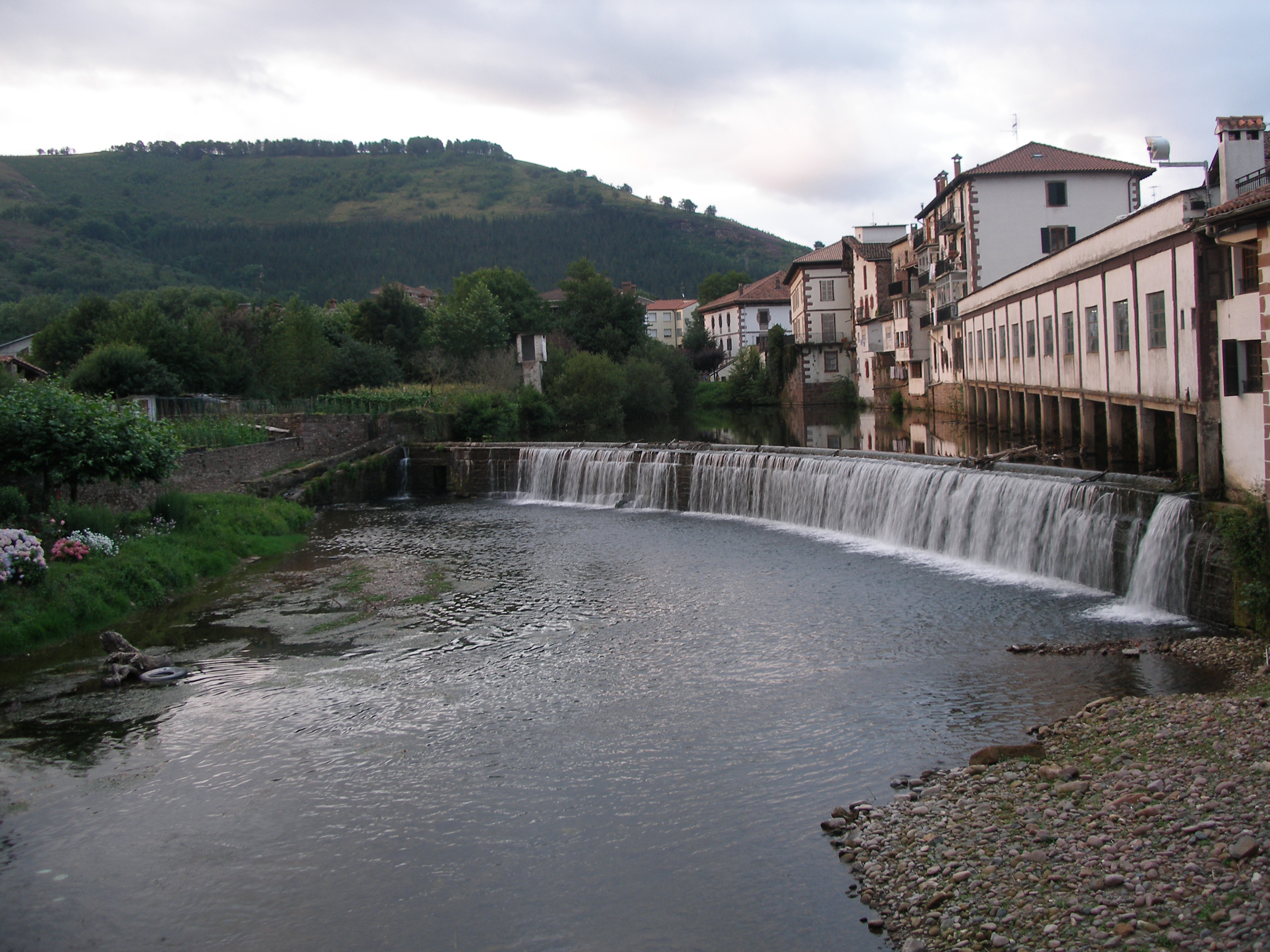
Річка Бастан, Елісондо